# 天眼寺
天眼寺（てんげんじ）は東京都台東区谷中にある臨済宗妙心寺派の寺院。武蔵国忍藩松平家の菩提寺である。

## 墓所
- 平岡道弘墓
- 太宰春台墓（儒学者、東京都史跡）

## アクセス
- （鉄道・バス）
  - 東京メトロ千代田線根津駅徒歩2分（経路案内）。